# نبرد منطقه بالتیک
نبرد منطقه بالتیک درگیری‌های نظامی حاصل از تهاجم غافلگیرانه نیروهای آلمانی به منطقه بالتیک در جریان عملیات بارباروسا بود که از ۲۲ ژوئن سال ۱۹۴۱ آغاز شد و تا اواخر ماه اوت همان سال ادامه داشت که به پیروزی مهاجمان و تصرف منطقه به دست آن‌ها انجامید.

## طرح عملیاتی و نیروهای طرفین
آلمان
فرمان شماره ۲۱ پیشوا به عنوان تأیید نهایی طرح عملیاتی بارباروسا با صدور در روز ۱۸ دسامبر سال ۱۹۴۰، با وجود اشاره به اهداف جغرافیایی متعدد از جمله مسکو، یه روشنی هدف نهایی عملیات را انهدام توان نظامی شوروی دانسته بود. بر اساس این طرح در جناح شمالی، گروه ارتش شمال به فرماندهی فیلدمارشال ویلهلم ریتر فون لیب می‌بایست از طریق منطقه بالتیک خود را به لنینگراد می‌رساند و پایگاه ناوگان دریایی شوروی در کرونشتات را تصرف می‌کرد. بدین منظور محور دونابورگ-اوپوچکا-لنینگراد به عنوان مسیر پیشروی پیشبینی و بر محاصره نیروها ارتش سرخ در جانب غربی رود دوینا در این منطقه تصریح شد. جهت رسیدن به لنینگراد در عمق ۸۰۰ کیلومتری، گروه زرهی ۴ تحت امر ارتشبد اریش هوپنر به عنوان سر نیزه زرهی گروه ارتش می‌بایست با شکستن خط دفاع مرزی، خود را به گذرگاه رود دوینا در دونابورگ می‌رساند و از آنجا به سمت اوپوچکا می‌رفت. ارتش هجدهم ورماخت نیز می‌بایست منطقه بالتیک را پاکسازی و جزایر نزدیک ساحل استونی را تصرف می‌کرد. ارتش شانزدهم ورماخت هم وظیفه تأمین مرز با گروه ارتش مرکز را بر عهده داشت.
شوروی
برنامه‌ریزی اولیه ارتش سرخ شوروی در طرح دفاعی خود برای مناطق شمالی بر این اساس بود که لنینگراد تنها از طریق فنلاند مورد تهدید واقع خواهد شد و تهاجم آلمان مسکو را هدف قرار خواهد داد. روز ۱۸ نوامبر سال ۱۹۴۰، فرماندهی عالی شوروی از وجود از برنامه‌ریزی آلمانی‌ها برای تهاجم به طرف لنینگراد مطلع شد؛ بنابراین برنامه جدیدی بر اساس فرض تهاجم آلمانی‌ها از محور پسکوف ریخته شد و در آن دفاع از محور پسکوف-استروف به منطقه ویژه نظامی بالتیک محول گشت. این طرح دو مرحله تدافعی نخست در خط مرزی و طول رود دوینا و سپس در خط ریگا-پسکوف-اوگا-نووگورود، برنامه‌ریزی کرده و از مزایای موانع طبیعی همچون رودهای ولیکایا و لوگا و مرداب‌ها و جنگل‌های منطقه استفاده نموده بود. طرح دیگری در ۱۵ مه سال ۱۹۴۱ منطقه ویژه نظامی بالتیک را موظف به متوقف ساختن دشمن در خط ریگا-ویلنا و محافظت از جزایر بالتیک نمود. با وجود ادعای آلمانی‌ها مبنی بر عقب کشیده شدن بیشتر نیروهای شوروی در منطقه بالتیک از مناطق مرزی از روز ۱۸ ژوئن، اسناد باقیمانده از فرمان‌های سری فرماندهی عالی شوروی نشان‌گر این است که این نیروهای ارتش سرخ در این منطقه موظف به مقاومت و مقابله سخت در خط مرزی شده‌اند.
منطقه ویژه نظامی بالتیک که با آغاز جنگ به جبهه شمال غربی تغییر نام داد، به فرماندهی ارتشبد فیودور کوزنتسوف در مقابل مهاجمان آلمانی در محور راهبردی شمالی قرار داشت. این جبهه متشکل از سه ارتش میدانی و دو سپاه مکانیزه، ضعیف‌ترین جبهه شوروی در مناطق مرزی غربی بود. هنگام آغاز جنگ جبهه شمال غربی شوروی از ۱۹ لشکر تفنگ‌دار، ۴ لشکر تانک و ۲ لشکر موتوریزه متشکل می‌شد که به علاوه یگان‌های جانبی همچون مناطق استحاکامات، توانی بالغ بر ۳۷۰ هزار نفر از جمله ۴۴ هزار دانشجو، حدود ۷۰۰۰ توپ، ۱۵۰۰ تانک و ۱۳۰۰ هواگرد داشتند. این قوا شامل تعدادی از لشکرهای لیتوانی، لتونی و استونی می‌شد که سال گذشته ضمیمه شوروی شده بودند. نیروهای این جبهه نیز همانند تمامی نیروهای دیگر ارتش سرخ، از کمبودهای جدی رنج می‌برد و با توجه به جلوگیری استالین از بسیج نیروهای شوروی پیش از آغاز جنگ، به شکل ناقصی سازمان یافته، تسلیح شده و آموزش دیده بودند. لشکرهای تفنگ‌دار جبهه شمال غربی شوروی با میانگین نفرات ۸۷۰۰ نفر، تنها ۶۰ درصد از توان خود را داشتند. با استقرار نیروهای ارتش سرخ در چند کیلومتری پشت مرز، دفاع اصلی شوروی در تمامی طول این قسمت از مرز با ۱۰ گردان مرزبانی پوشش داده شده بود.

## ترکیب یگان‌ها
آلمان
ترکیب یگان‌های ورماخت در روز ۲۲ ژوئن ۱۹۴۱:
- گروه ارتش شمال - ارتشبد ویلهلم ریتر فون لیب

| - - ارتش شانزدهم - ارتشبد ارنست بوش - سپاه ۲ - سپهبد والتر فون بروکدورف-آلفلت - سپاه ۱۰ - سپهبد کریستیان هانزن - سپاه ۲۸ - سپهبد موریتس فون ویکتورین | - - ارتش هجدهم - ارتشبد گئورگ فون کوشلر - سپاه ۱ - سپهبد کونو-هانس فون بوت - سپاه ۲۶ - سپهبد آلبرت وودریگ - سپاه ۳۸ - سپهبد فریدریش-ویلهلم فون شپوئی | - - گروه زرهی ۴ - ارتشبد اریش هوپنر - سپاه ۴۱ موتوریزه - سپهبد گئورگ-هانس راینهارت - سپاه ۵۶ موتوریزه - سپهبد اریش فون مانشتاین |

شوروی
ترکیب یگان‌های ارتش سرخ در روز ۲۲ ژوئن ۱۹۴۱:
- جبهه غربی - ارتشبد فیودور کوزنتسوف:

| - - ارتش هشتم - سپهبد پیوتر سوبنیکوف - سپاه ۱۰ تفنگ‌دار - سرلشکر ایوان نیکولائف - سپاه ۱۱ تفنگ‌دار - سرلشکر میخائیل شومیلوف - سپاه ۱۲ مکانیزه - سرلشکر نیکولای شستوپالوف | - - ارتش یازدهم - سپهبد واسیلی موروزوف - سپاه ۱۶ تفنگ‌دار - سرلشکر میخائیل ایوانوف - سپاه ۲۹ تفنگ‌دار - سرلشکر الکساندر سموخین - سپاه ۳ مکانیزه - سرلشکر آلکسی کورکین | - - ارتش بیست و هفتم - سرلشکر نیکولای برزارین - سپاه ۲۲ تفنگ‌دار - سرلشکر میخائیل دوخانوف - سپاه ۲۴ تفنگ‌دار - سرلشکر کوزما کاچالوف |

## آغاز عملیات
تهاجم نیروهای آلمانی ساعت ۳:۴۵ روز ۲۲ ژوئن سال ۱۹۴۱ با گلوله‌باران مواضع دشمن توسط توپخانه آغاز شد. پاسخ غیر منظم توپخانه‌ای پس از یک ساعت و حملات هوایی نیروی هوایی شوروی یک ساعت پس از آن، نشان از آمادگی حداقلی طرف مقابل داشت. هجوم ۴۰۰ هواگرد ناوگان یکم هوایی لوفت‌وافه بیش از ۱۰۰ هواگرد نیروی هوایی شوروی را بر روی زمین منهدم کرد. با عبور نیروهای گروه ارتش شمال از مرز، شدیدترین مقاومت نیروهای شوروی در منطقه مرزی در شمال شهر ممل پدیدار شد که در آن لشکر دویست و نود و یکم پیاده‌نظام به‌شماری از نیروهای دشمن برخورد کرد که سرسختانه به دنبال حفظ موضع خود بودند. نیروهای زرهی گروه ارتش شمال در سایر نقاط تقریباً بدون مواجهه خاصی با دشمن از خط مرزی گذشتند و پیاده‌نظام نیز به دنبال آن‌ها با سرعت زیادی پیشروی خود را آغاز کرد. یگان‌های معدود مستقر شده شوروی در طول خط مرزی در همان ساعات اولیه صبح روز نخست منهدم شدند. بسیاری از یگان‌های ارتش سرخ که شتابان به خط مقدم گسیل می‌گشتند پیش از رسیدن به مقصد توسط نیروی هوایی آلمان آسیب می‌دیدند و در مقابل قوای در حال پیشروی آلمان به شکل آشفته‌ای عقب رانده می‌شدند. لشکر چهل و هشتم تفنگ‌دار ارتش سرخ پیش از رسیدن به میدان نبرد مورد شناسایی و به گونه‌ای مورد هدف بمب‌افکن‌های آلمانی قرار گرفت که متحمل تلفات سنگین شد. لشکر دویست و نود و یکم پیاده‌نظام ورماخت نهایتاً با فائق آمدن بر مقاومت دشمن در خط مرزی و جبران وقت صرف شده در آن موضع، با پیشروی در ساحل دریای بالتیک، خود را نیمه بعد از ظهر به لتونی رساند و تا پایان روز ۶۵ کیلومتر دیگر پیشروی کرد. با رسیدن این لشکر تا روز بعد به لیپایا، نبرد سنگین خیابانی و خانه‌به‌خانه بین نیروهای آلمانی و قوای لشکر شصت و هفتم تفنگ‌دار شوروی درگرفت. تصرف این شهر برای آلمانی‌ها سه روز به طول انجامید. در پی این نبرد بیشتر نیروهای لشکر شصت و هفتم تفنگدار از جمله فرمانده آن از بین رفته و مابقی آن‌ها به سمت ریگا عقب نشستند. در جناح جنوبی گروه زرهی ۴، لشکر هشتم زرهی به فرماندهی سرتیپ اریش براندنبرگر از سپاه ۵۶ موتوریزه اریش فون مانشتاین، در روز نخست با تصرف یوربارکاس، سرژیوس و آریوگالا، ۸۰ کیلومتر پیشروی کرد و بر گذرگاه رود دوبیسا سلطه یافت.
با آشوب به پا شده در اثر غافل‌گیری، فرماندهان شوروی که در تمامی سطوح در تقلا بودند خود را در جریان امور حوادث نگاه دارند، معدود خبرهایی هم که از خط مقدم دریافت می‌کردند حاکی از فاجعه‌های غیرقابل تصور بود. شناسایی هوایی شوروی نیز اطلاعات ناچیزی به فرماندهان مخابره می‌نمود. در این شرایط هجده روز به طول انجامید تا فرماندهی عالی شوروی (استاوکا) گزارشی از شرایط جبهه شمال غربی دریافت کند.

## ضد حملات شوروی
کمیساریای خلق دفاع شوروی در شرایط خلع اطلاعاتی، با صدور فرمان شماره ۳ به کوزنتسوف دستور اجرای ضد حمله قدرتمند در همکاری با قوای جبهه غربی از ناحیه کاوناس به جناحین یا پشت نیروهای دشمن در منطقه سوالکی و تصرف این منطقه تا پایان روز ۲۴ ژوئن را داد. ارسال چنین فرمانی درحالی انجام می‌گرفت که حتی بدون در نظر گرفتن تلفات از پیش وارد آمده به آن‌ها، عمل به آن فراتر از توان این دو جبهه بود؛ حال آن که زیر حملات هوایی و با تحمل تلفات سنگین چنین فرمانی مضحک به نظر می‌رسید. به هر صورت قبل از این که این فرمان ساعت ۱۰ صبح روز ۲۳ ژوئن به اطلاع کوزنتسوف برسد، او از پیش سپاه‌های ۳ و ۱۲ مکانیزه را مأمور به آغاز ضد حمله کرده بود. طرح دفاعی پیش از جنگ هدف این‌گونه ضد حملات را نقاط تمرکز دشمن مشخص ساخته بود اما با فقدان اطلاعات روشن از تحرکات دشمن، کوزنتسوف سپاه‌های ۳ و ۱۲ مکانیزه را به ترتیب موظف به پیشروی از کداینیای به جانب شمال غربی و از شیاولیای به جانب جنوب شرقی در برابر نیروهایی از دشمن که بیشترین پیشروی را کرده بودند، ساخت. با برخورد لشکرهای بیست و سوم و بیست و هشتم تانک سپاه ۱۲ مکانیزه شوروی با لشکرهای یکم، یازدهم و بیست و یکم پیاده‌نظام ورماخت در کوتالیای و کالتیننای، پس از سه روز نبرد شدید و با وجود پیشروی‌های اولیه، قوای مستهلک این دو لشکر با کمبود سوخت و مهمات و با از دست دادن ده‌ها تانک و رها کردن تعداد زیاد دیگری از آن‌ها، به شکل آشفته‌ای عقب رانده شدند. در طرف دیگر سپاه ۳ مکانیزه به فرماندهی سرلشکر الکسی کورکین با استقرار در شمال غربی کاوناس، لشکر پنجم تانک و هشتاد و چهارم موتوریزه خود را به کمک ارتش تحت فشار یازدهم شوروی که در تلاش بود جلوی پیشروی ارتش شانزدهم ورماخت به سمت کاوناس را بگیرد، فرستاد. لشکر دوم تانک این سپاه نیز به طرف شمال غربی حرکت کرد. روز ۲۵ ژوئن درگیری شدیدی بین این لشکر و لشکر ششم زرهی سپاه ۴۱ موتوریزه ورماخت با دست بالای تانک‌های قدرتمندتر کی‌وی-۱ و کی‌وی-۲ ارتش سرخ در راسینیای به پا شد. به دستور ژنرال کوزنستوف نیروهای مکانیزه شوروی برای اجتناب از هدف قرار گرفتن توسط هواگردهای دشمن در ستون‌های کوچک به عملیات پرداختند. به فرمان سپهید گئورگ-هانس راینهارت، فرمانده سپاه ۴۱ موتوریزه و با شتافتن لشکر یکم زرهی به کمک لشکر ششم زرهی، ورق در نبرد راسینیای به نفع آلمانی‌ها بازگشت و بیشتر لشکر دوم تانک شوروی به محاصره درآمده و به همراه مابقی نیروهای سپاه ۱۲ مکانیزه آن منهدم شد. پس از این نبردها از مجموع ۶۹۰ تانک سپاه ۱۲ مکانیزه ارتش سرخ در ۲۲ ژوئن، تنها ۵۰ تانک در عرض یک هفته در شرایط عملیاتی باقی مانده بودند. بیش از ۲۰۰ تانک ارتش سرخ در راسینیای تنها توسط هواگردهای آلمانی منهدم شدند.

## ادامه پیشروی
روز ۲۵ ژوئن استاوکا به کوزنتسوف دستور داد با استقرار ارتش‌های مضمحل شده هشتم و یازدهم خود در کنار ارتش‌های تازه‌نفس بیست و دوم و بیست و هفتم و سپاه ۲۱ مکانیزه در طول رود دوینای غربی گذرگاه‌های این رود را حفظ کند. با شکست او در این مسئله، روز بعد نیروهای فون مانشتاین در سپاه ۵۶ موتوریزه پیش از آن که ارتش بیست و هفتم شوروی به دونابورگ برسد، بر این شهر مسلط شدند و گذرگاهی بر رود دوینای غربی تصاحب کردند. بدین ترتیب نیروی‌های فون مانشتاین توانسته بودند در عرض ۱۰۰ ساعت ۳۲۰ کیلومتر پیشروی کنند. در ادامه، عقب‌نشینی ارتش یازدهم و بیست و هفتم شوروی به سمت اوپوچکا در شمال شرقی و حرکت ارتش هشتم آن به سمت ریگا در شمال به دستور کوزنستوف، راه را کاملاً برای نیروهای آلمانی در پیشروی از محور استروف-پسکوف باز کرد. کوزنتسوف با استقرار نیروهای خود در خط دفاعی استالین بین دریاچه پیپوس و شهر سِبِژ در مرز روسیه و استونی، ۲۷ ژوئن دستور به ضد حمله سپاه ۲۱ مکانیزه به سمت دونابورگ داد که به سرعت توسط نیروهای فون مانشتاین در هم شکسته شد. از همین رو، استالین روز ۳۰ ژوئن کوزنتسوف را از مقام خود در فرماندهی جبهه شمال غربی به دلیل «شکست در سازمان دادن به یک خط مقدم پایدار»، عزل کرد و پیوتر سوبِنیکوف را به جای او و نیکولای واتونین را به عنوان رئیس ستاد این نیرو گماشت. در این زمان تنها ۱۵۰ تانک و ۱۵۴ هواگرد برای جبهه شمال غربی شوروی باقی مانده بود.

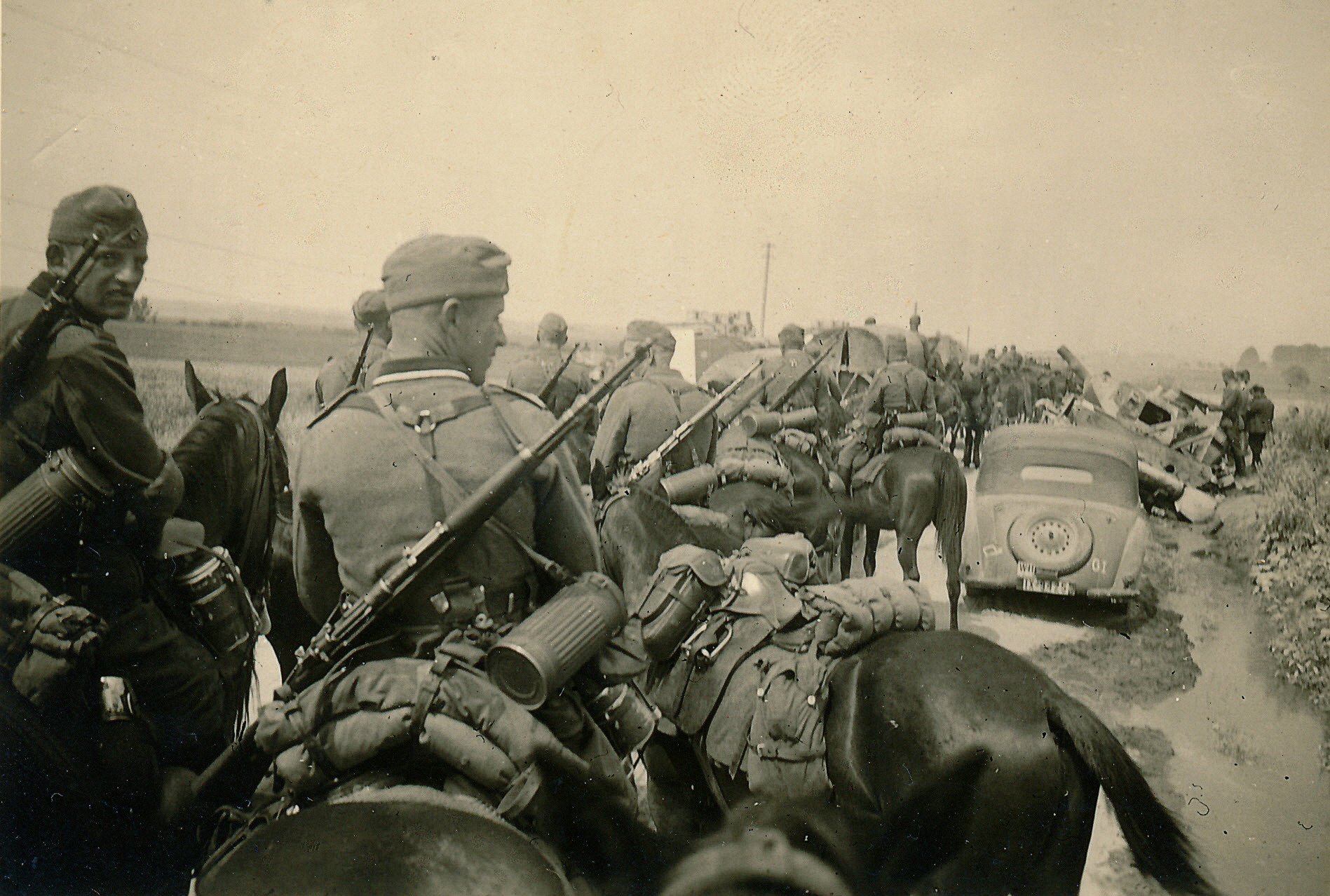
نیروهای هنگ ۴۸۹ پیاده‌نظام ورماخت در کاوناس

در جناح شمالی، ارتش هجدهم ورماخت با تصرف لیپایا، شیاولیای و ونتسپیلس، در عرض ۱۰ روز ۲۴۰ کیلومتر پیشروی کرده و لشکر شصت و یکم پیاده‌نظام این ارتش با گذر از رود دوینا یکم ماه ژوئیه مقابل دفاع حداقلی ریگا را به سلطه خود درآورد. در این شرایط ارتش هشتم شوروی از سه طرف در جنوب شرقی ریگا در محاصره نیروهای گروه زرهی ۴ و ارتش هجدهم آلمان قرار گرفته بود. ارتش هجدهم ورماخت سعی داشت با ترکیب نیروهای متحرک سپاه‌های ۱ و ۲۶ خود یگان‌های پرسرعتی ایجاد کند تا این نیروهای ارتش سرخ را به محاصره کامل بیندازد که با نگرانی ارتشبد گئورگ فون کوشلر، فرمانده ارتش هجدهم ورماخت، از امکان از بین رفتن این گروه کوچک متحرک در مقابل تجمع نیروهای قدرتمندتر دشمن، پس از سه روز تعقیب، نیروهای ارتش هشتم شوروی موفق شدند با عقب‌نشینی به سمت شرق از محاصره بگریزند. در جناح جنوبی، لشکر صد و بیست و یکم پیاده‌نظام از ارتش شانزدهم در عرض دو روز خود را به شهر کاوناس، پایتخت پیشین لیتوانی رساند. شب سوم ماه ژوئیه لشکر سی‌ام پیاده‌نظام این ارتش بر نخستین گذرگاه این نیرو بر رود دوینا در نزدیکی شهر لیوانی دست یافت. در این موقعیت ارتش شانزدهم که در حال پیشروی به سمت چنوب اوپوچکا بود، موظف شد یک سپاه خود را در اتصال با ارتش نهم، جهت پوشش جناح راست گروه ارتش به‌کارگیرد. از این رو انتظار نمی‌رفت پیاده‌نظام بتواند با سرعت نیروهای زرهی را دنبال کند. بدین ترتیب گروه ارتش شمال حرکت ارتش هجدهم به سمت استونی برای تصرف تالین را به تنها دو لشکر پیاده‌پیاده‌نظام محدود ساخت تا بیشتر قوای این ارتش بتوانند با فاصله کم یگان‌های زرهی را پس از رسیدن به اوستروف و پسکوف، تعقیب نمایند.

## استونی
روز ۳ ژوئیه فرماندهی عالی نیروی زمینی دستور داد یگان‌های متحرک گروه ارتش شمال در جنوب پسکوف، به گونه‌ای سازمان یابند که پس از رسیدن به خط اوپوچکا-استروف به زودی با هدف سد کردن پل خشکی بین خلیج ناروا و دریاچه پیپوس، قادر به پیشروی به سمت شمال باشند. بجز مقاومت شدید در جناح راست، گروه زرهی ۴ با مواجه اندک با دشمن حرکت خود را آغاز کرد. روز ۴ ژوئیه هر دو سپاه گروه زرهی به مرز لتونی و روسیه رسیدند. در این موقعیت سپاه ۵۶ موتوریزه گرفتار اراضی مردابی و جنگلی منطقه شد. روز ۵ ژوئیه اوستروف به تصرف گروه زرهی ۴ درآمد و حرکت به سمت پسکوف و پورخوف ادامه پیدا کرد. طبق فرمان ۸ ژوئیه قرارگاه گروه ارتش شمال، این گروه زرهی می‌بایست ضمن دفع ضد حملات ارتش سرخ از جانب شرقی دریاچه ایلمن تا هنگام رسیدن ارتش شانزدهم، بر گذرگاه ناروا دست می‌یافت تا از عقب‌نشینی یگان‌های دشمن از استونی جلوگیری کند. به منظور مراقبت از جناح شرقی این تهاجم، ارتش شانزدهم می‌بایست به سمت خولم پیش می‌رفت و نیروهایی به سمت ولیکیه لوکی اعزام می‌نمود. ارتش هجدهم نیز می‌بایست پس از رسیدن به ناحیه غرب جاده استروف-پسکوف، گروه زرهی ۴ را دنبال می‌کرد. مأموریت این ارتش سلطه بر استونی و تصرف تالین و پالدیسکی بود.
پس از مدتی توقف جهت سازمان‌دهی مجدد نیروها، ارتش هجدهم ورود به استونی را از روز ۲۲ ژوئیه آغاز کرد. در این زمان ارتش هشتم شوروی در حال دفاع از خط پارنو-تارتو بود. سپاه ۱۰ تفنگ‌دار این ارتش در ناحیه پولتساما قرار داشت. لشکر تقویت‌شده شصت و یکم پیاده‌نظام ورماخت همان روز پولتساما را در شمال دریاچه ورتسیارو تصرف کرد و روز بعد لشکر دویست و هفدهم پیاده‌نظام تورتی را مورد هجوم قرار داد. نیروهای آلمانی با حرکت به سمت یوگوا به دنبال منزوی کردن قوای ارتش سرخ در نزدیکی تارتو بودند. برای اجتناب از این اتفاق، لشکرهای چهل و هشتم و صد و بیست و پنجم تفنگ‌دار به همراه مابقی عناصر لشکر شانزدهم تفنگ‌دار شوروی مقداری به سمت شمال عقب نشستند اما این عمل بسیار دیر صورت پذیرفت. با رسیدن لشکر شصت و یکم پیاده‌نظام ورماخت به دریاچه پیپوس در موستوی نیروهای ارتش سرخ به محاصره افتادند. مبارزه به شکل مداوم در جریان بود و اقدام مکرر نیروهای ارتش سرخ برای خروج از محاصره به جایی نرسید. در نهایت ۲۷ ژوئیه ۸۸۰۰ نفر از عناصر باقیمانده ارتش سرخ در این موضع وادار به تسلیم گشتند.
پیشروی قوای ورماخت به سمت شمال استونی با قرار گرفتن سپاه ۴۲ در جناح چپ و سپاه ۲۶ در جناح راست ارتش هجدهم از روز ۲۹ ژوئیه ادامه پیدا کرد. سپاه ۲۶ ورماخت حد فاصل بین سپاه‌های ۱۰ و ۱۱ تفنگ‌دار شوروی را هدف قرار داد. لشکر دویست و پنجاه و چهارم پیاده‌نظام ورماخت تاپا را روز ۴ اوت به تصرف درآورد و سه روز بعد خود را در کوندا به ساحل خلیج فنلاند رساند. بدین شکل دو سپاه ۱۰ و ۱۱ تفنگ‌دار شوروی از یکدیگر جدا شدند تا به ترتیب به سمت تالین و ناروا عقب‌نشینی کنند. نیروهای ورماخت سپس به سرعت به سمت ناروا در شرق پیش رفتند. حرکت این نیروها با گلوله‌باران ناوشکن‌های شوروی در نزدیکی ساحل با مشکل مواجه گردید. با به‌کارگیری آتشبار توپخانه سنگین ساحلی توسط آلمانی‌ها این کشتی‌های جنگی روز ۱۳ اوت دفع شدند. سه لشکر سپاه ۲۶ ورماخت به آهستگی به ناروا نزدیک و روز ۱۶ اوت بر آن مسلط گشتند. با تعقیب قوای در حال عقب‌نشینی دشمن، لشکر دویست و نود و یکم ورماخت بر گذرگاهی بر رود ناروا دست یافت. بدین ترتیب بخشی از نیروهای ارتش سرخ در تالین و جزایر نزدیک سواحل استونی باقی ماندند.
در جانب غرب، سپاه ۴۲ ورماخت به فرماندهی سپهبد والتر کونتسه سه لشکر خود را حوالی تالین مستقر ساخته بود. لشکر دویست و پنجاه و چهارم پیاده‌نظام در شرق تالین و کنار ساحل دریای بالتیک، لشکر شصت و یکم پیاده‌نظام در جنوب شرقی این شهر و لشکر دویست و هفدهم پیاده‌نظام در جنوب آن قرار داشتند. بخش غربی محاصره پایتخت استونی را گروه‌رزمی فریدریش با تنها یک هنگ پیاده‌نظام و عناصر مهندسی و توپخانه چندین آرایش حفظ کرده بود. مدافعان شهر شامل سپاه ۱۰ تفنگ‌دار متشکل از بقایای سه لشکر تفنگ‌دار و چندین گردان از تفنگ‌داران دریایی می‌شدند. نبرد تالین روز ۱۹ اوت آغاز شد. این شهر با استحکاماتی که در زمان جنگ استقلال استونی ساخته شده و متعاقباً تقویت گشته بود، محافظت می‌شد. پییشروی نیروهای آلمانی به کندی صورت می‌گرفت. کشتی‌های جنگی شوروی که در سواحل دریای بالتیک حضور داشتند، با توپ‌های خود در امر دفاع مشارکت می‌نمودند. مهاجمان روز پنجم نبرد خود را به ۱۰ کیلومتری مرکز شهر رساندند و روز بعد درگیری به داخل تالین کشیده شد. بدون امیدی برای خروج از محاصره به جانب شرق، مدافعان شروع به آماده‌سازی جهت تخلیه از طریق دریا کردند. آلمانی‌ها که از این مسئله آگاه شده بودند، به کمک فنلاندی‌ها سواحل تالین را به شدت مین‌ریزی نمودند. با وجود داشتن ادوات دریایی قابل ملاحظه، نیروی دریایی شوروی تا حدودی به علت شرایط آب‌وهوایی قادر به دخالت در این اقدام نبود. در این شرایط عملیات هوایی لوفت‌وافه علیه بندر تالین تشدید گشت. روز ۲۸ اوت در اوج درگیری‌ها در قلب تالین، تخلیه دریایی نیروهای شوروی آغاز شد. ناوگانی شامل پنج قایق اژدرافکن آلمانی اقدام به رهگیری کاروان‌های دریایی شوروی کردند. این قایق‌ها با آتش توپ‌های کشتی‌های جنگی شوروی دفع شدند اما مین‌های دریایی و حملات لوفت‌وافه تلفات سنگینی به کاروان‌ها وارد آورد. شش ناوشکن، دو زیردریایی، چهار مین‌ریز و چندین کشتی ترابری شوروی غرق شدند که در اثر آن ۱۲ هزار نفر جان باختند. در مجموع حدود ۲۸ هزار نفر قادر شدند از تالین بگریزند و در عرض دو روز خود را به کرونشتات برسانند. حدود ۱۲ هزار نفر از نیروهای شوروی که در تالین باقی‌مانده بودند وادار به تسلیم گشتند. در جریان نبرد بر سر تالین ورماخت متحمل ۳ تا ۴ هزار نفر تلفات شد که بسیار کمتر از طرف مقابل بود.

### جزایر سواحل استونی
جهت تکمیل سلطه آلمان بر دریای بالتیک، با پیاده شدن نیروهای لشکر تقویت‌شده شصت و یکم پیاده‌نظام در ورمسی، سارِما و موهو، ورماخت از ۸ سپتامبر در عملیات بئوولف شروع به تسخیر جزایر سواحل استونی کرد. حملات هوایی شوروی بین روزهای ۷ اوت تا ۴ سپتامبر از جزیره سارما علیه برلین، باعث افزایش ضرورت این عملیات شده بود. آلمانی‌ها برآورد می‌کردند حدود ۱۵ هزار نفر نیروی شوروی در این جزایر حضور داشته باشند. لشکر دویست و هفدهم پیاده‌نظام ورماخت روز ۱۰ سپتامبر به ورمسی حمله برد و پس از یک روز مبارزه آن را تصرف کرد. ورماخت سعی داشت مدافعان سارما تصور کنند حمله آلمانی‌ها از طرف دریا صورت خواهد گرفت. از این رو شب ۱۳ سپتامبر ناوهای لاپزیش، کلن و امدن به همراه چند مین‌روب و شناورهای دیگر کریگسمارینه در عملیات سودوینت دست به یک حمله ایذایی از جانب غربی به این جزایر زدند. همزمان شناورهای فنلاندی نیز از جانب شمالی جزیره هیوما اقدام مشابهی را در عملیات نوردوینت به اجرا گذاشتند.
این عملیات‌های فریب موثر افتاد و نیروهای شوروی به سرعت به خطوط ساحلی غربی جزایر منتقل شدند تا هنگام آغاز تهاجم اصلی از خاک استونی در آن قسمت آمادگی نداشته باشند. نیروهای لشکر شصت و یکم پیاده‌نظام ورماخت از بامداد روز ۱۴ سپتامبر با ۲۷۰ قایق وارد موهو شدند. تک‌آوران براندنبورگر توپ‌های ساحلی شوروی در کورساره، مرکز جزیره سارما، را مورد تهاجم قرار دادند. وزش شدید باد و جریان‌های آب و بی‌تجربگی نیروهای آلمانی در انجام این گونه عملیات، در ابتدا مقداری مشکل آفرین شد. به هر صورت تا شامگاه همان روز یگان‌های شناسایی و توپخانه ورماخت جای پایی برای خود در شمال جزیره موهو باز کردند. هنگ ۱۵۱ پیاده‌نظام ورماخت روز بعد در مقابل مقاومت بی‌سازمان دشمن، از گذرگاه باریک ۴ کیلومتری وارد جزیره سارما شد. کورساره تا روز ۲۱ سپتامبر به سلطه ورماخت درآمد. مابقی مدافعان به شبه‌جزیره سوروه به عرض ۲.۵ کیلومتر در جنوب غربی سارما عقب نشستند. هنگ‌های ۱۵۱ و ۱۶۲ پیاده‌نظام ورماخت از روز ۲۳ سپتامبر با پشتیبانی توپ‌های دریایی و هواگرهای لوفت‌وافه، این شبه‌جزیره را مورد حمله قرار دادند. درگیری‌ها در این موضع تا ۵ اکتبر ادامه پیدا کرد. حدود ۵ هزار تن از نیروهای شوروی در سارما به اسارت آلمانی‌ها درآمدند و مابقی ۱۵۰۰ سرباز شوروی از طریق تخلیه دریایی به جزیره هیوما گریختند.
پس از یک حمله ایذایی دریایی دیگری، هنگ ۱۷۶ پیاده‌نظام ورماخت با پشتیبانی توپ‌های ناوهای کریگسمارینه، ساعت ۵ بامداد روز ۱۲ اکتبر در عملیات زیگفریت از جانب شرق وارد هیوما، آخرین جزیره منطقه شد. نیروهای شوروی با فرماندهی ضعیف مجددا کاملا غافلگیر شدند. سایر یگان‌های ورماخت نیز از جنوب و غرب به جزیره یورش بردند. شرایط جغرافیایی عملکرد یگان‌های موتوریزه ورماخت در این جزیره را تحت شعاع قرار داده بود. سه تا پنج هزار مدافع جزیره تا ۲۱ اکتبر به مقاومت نسبتا سرسختانه‌ای پرداختند. تنها ۵۷۰ نفر از قوای شوروی موفق به گریز از جزایر بالتیک شدند. در این حین یگان‌های دریایی کریگسمارینه و هواگردهای لوفت‌وافه خطر شناورهای شوروی در خلیج ریگا را از بین بردند. در جریان این نبردها ورماخت ۲۸۵۰ نفر از نیروهای خود را از دست داد. از مجموع ۲۳ هزار نفر نیروی شوروی در این جزایر نزدیک ۵ هزار تن کشته شدند و مابقی به اسارت درآمدند. آلمانی‌ها همچنین حدود ۲۰۰ توپ را به غنیمت گرفتند.

## پیامدها
نبرد بر سر منطقه بالتیک به استثنای جزایر استونی، با تصرف تالین توسط ورماخت پس از دو ماه از آغاز عملیات بارباروسا در پایان ماه اوت سال ۱۹۴۱ با پیروزی آلمانی‌ها به اتمام رسید. در جریان این نبرد ارتش‌های مستقر شوروی در نواحی مرزی منهدم شدند. نیروهای باقی‌مانده آن با عقب‌نشینی به سمت لنینگراد، در دفاع از حومه لنینگراد حضور یافتند.